# Gérard Sabbat
Pour les articles homonymes, voir Sabbat.
Gérard Sabbat, né le 26 septembre 1926 à Lyon 4e et mort le 2 février 2013 à Poissy, est un chanteur français. Il fut l'un des barytons des Compagnons de la chanson, a toujours été considéré comme « le marrant » d’un ensemble né en 1946 de l’association de plusieurs des Compagnons de la musique.

## Sources
- Mella (Fred), Mes maîtres enchanteurs Éd. Flammarion, 2006.
- Lancelot (Hubert), Nous les Compagnons de la Chanson Éd. Aubier-Archimbaud, 1989.